# Повіт Сайтама
Пові́т Сайта́ма (яп. 埼玉郡, さいたまぐん, МФА: [sai̯tama guɴ]) — повіт в Японії, в провінції Мусасі, в префектурі Сайтама. Середньовічна назва — пові́т Сакіта́ма. 1878 року поділений на північну і південну частини — повіт Кіта-Сайтама і повіт Мінамі-Сайтама. Від назви повіту походить назва однойменної префектури і однойменного міста.